# Кузнєцов Микола Юрійович
Микола Юрійович Кузнєцов — український науковець, член-кореспондент НАН України, доктор технічних наук, провідний науковий співробітник відділу математичних методів теорії надійності складних систем Інституту кібернетики ім. В. М. Глушкова НАН України. 4 лютого 2009 обрано членом-кореспондентом НАН України, відділення інформатики за спеціальністю комп'ютерні технології. Професор кафедри математичних методів захисту інформації Фізико-технічного інституту НТУУ «КПІ». Лауреат Премії НАН України імені В. М. Глушкова.

## Наукові інтереси
Сфера наукових інтересів:
- Розробка математичних методів та систем моделювання об'єктів та процесів;
- Розробка чисельних, чисельно-аналітичних методів та алгоритмів обчислювальної математики, розв'язування науково-технічних, фундаментальних і прикладних проблем.

За цикл робіт «Інформаційні технології розв'язання складних оптимізаційних задач на багатопроцесорних комплексах» разом із співавторами докторами технічних наук Володимиром Петрухіним і Володимиром Шилом став лауреатом Премії НАН України імені В. М. Глушкова за 2009 рік.

## Громадянська позиція

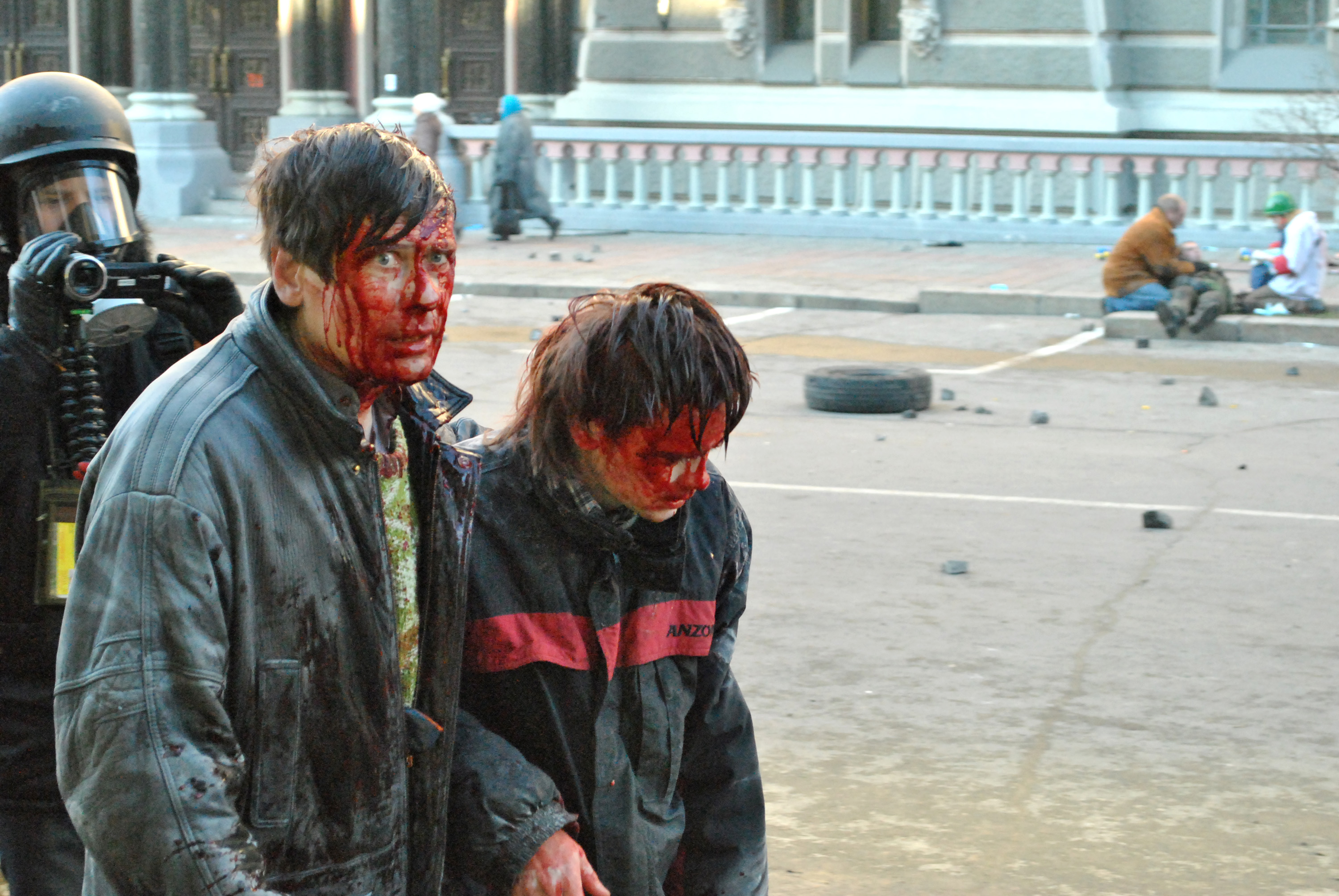
Микола Кузнецов із сином після побиття на Інститутській 18 лютого 2014 року

Разом з сином брав участь у подіях на Євромайдані. Світлина часів Євромайдану з закривавленими батьком і сином Кузнєцовими стала одним з символів Революції гідності.